# Сергіно (Куйбишевський район)
Сергіно (рос. Сергино) — присілок у Куйбишевському районі Новосибірської області Російської Федерації.
Входить до складу муніципального утворення Сергінська сільрада. Населення становить 167 осіб (2010).

## Історія
Згідно із законом від 2 червня 2004 року органом місцевого самоврядування є Сергінська сільрада.

## Населення
| 2002 | 2007 | 2010 |
| ---- | ---- | ---- |
| 284  | ↘265 | ↘167 |